# François Barbotin
François Barbotin est un homme politique français né le 13 mars 1831 à Bain-de-Bretagne (Ille-et-Vilaine) et décédé le 21 janvier 1915 à Maure-de-Bretagne (Ille-et-Vilaine).

## Biographie
Docteur en droit, il est propriétaire du château de Penhouët à Maure-de-Bretagne. Conseiller municipal en 1865, il est maire de Maure-de-Bretagne de 1871 à 1915. Il est conseiller d'arrondissement de 1867 à 1900 et conseiller général du canton de Maure-de-Bretagne de 1900 à 1915. Il est député d'Ille-et-Vilaine, siégeant à droite, de 1889 à 1893.

## Sources
- « François Barbotin », dans le Dictionnaire des parlementaires français (1889-1940), sous la direction de Jean Jolly, PUF, 1960 [détail de l’édition]